# August Ludwig Meyer

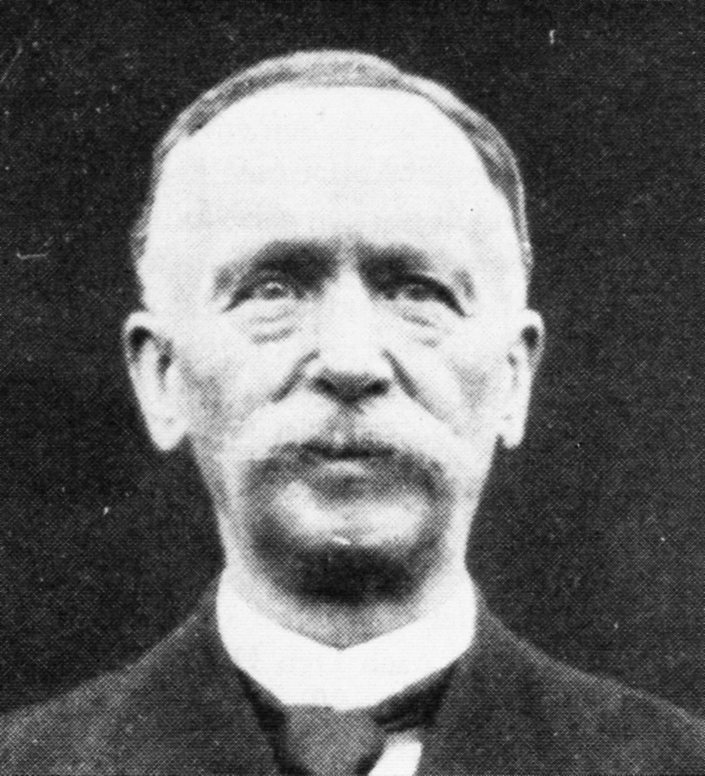
Ludwig Meyer um 1900

August Ludwig Meyer (* 8. Mai 1850 in Osnabrück; † 13. Oktober 1919 in Osnabrück) war ein Historiker und Archivar.

## Leben
Meyer besuchte das Gymnasium Carolinum in seiner Geburtsstadt und nahm anschließend ein Philologiestudium an der Universität Münster auf. Nach kurzem Volontariat am Kgl. Staatsarchiv Osnabrück berief ihn der damalige Generalvikar und spätere Bischof von Osnabrück Bernhard Höting in den Dienst der Diözesanverwaltung und des kirchlichen Archivwesens und beauftragte ihn, die Archivalien des Domkapitels und der bischöflichen Behörden zu ordnen und zu registrieren, wobei das Hauptaugenmerk der Verzeichnung der seit der Säkularisation des Jahres 1803 ungeordneten Aktenbestände des ehemaligen landständischen Domkapitels Osnabrück galt. Er beschränkte sich nicht nur auf die Ordnung des Domarchivs, sondern verzeichnete auch andere kirchliche Archivbestände des Osnabrücker Raumes sowie verschiedene Privatarchive, darunter das des Grafen zu Münster auf Ledenburg. Nebenprodukte dieser Arbeiten waren mehrere wissenschaftliche Abhandlungen, u. a. zur Geschichte des Kollegiatstiftes St. Johann in Osnabrück. Meyer war der erste „moderne“, wissenschaftliche Archivar des Diözesanarchivs Osnabrück.

## Schriften
- Beiträge zur Geschichte des Kollegiatstifts St. Johann zu Osnabrück. In: Osnabrücker Mitteilungen. Band 35, Osnabrück 1910, S. 156–204. ([Digitalisat])
- Bischof Detmar und seine Gründung, das Stift St. Johann zu Osnabrück. Zur Erinnerung an das 900 jährige Bestehen 1011–1911. J. G. Kisling, Osnabrück 1911.
- Zum 900-jährigen Jubiläum der Grundsteinlegung der ältesten St. Johanniskirche in Osnabrück. Gedenkblatt. Buchdruck der Osnabrücker Volkszeitung, Osnabrück 1911.